# Konradsreuth
Konradsreuth je obec v německé spolkové zemi Bavorsko, v zemském okrese Hof. Leží na spolkové silnici B2 mezi Hofem a Münchbergem. Žije zde přibližně 3 200 obyvatel.

## Geografie

### Místní části
Obec má třicetšest částí:
| - Ahornberg - Berg - Birkenhof - Brand - Eckardsreuth - Engel - Frauenhof - Föhrenreuth - Glänzlamühle - Gläsel - Gottschalk - Hollareuth | - Jägerhaus - Klausenhof - Konradsreuth - Lerchenberg - Martinsreuth - Maschinenhaus (Waldlust) - Modlitz - Neudörflein - Oberpferdt - Pretschenreuth - Reuthlas - Ringlasmühle | - Schallershof - Schallersreuth - Schwarzenfurth - Schödelshöhe - Silberbach - Steinmühle - Stiftsgrün - Unterpferdt - Walburgisreuth - Weißlenreuth - Wendlershof - Wölbersbach |

## Historie
První písemná zmínka o obci pochází z roku 1266. V roce 1792 padla pod pruskou nadvládu. Tylžský mír ji v roce 1807 přesunul pod Francii a později pod Bavorsko. Současná obec vznikla v roce 1818. Jméno obce bylo v roce 1903 změněno z Conradsreuth na Konradsreuth.

## Památky
- evangelický kostel Konradsreuth
- zámek Konradsreuth

## Demografie
| 1970 | 1987 | 2000 | 2011 |
| ---- | ---- | ---- | ---- |
| 3759 | 3439 | 3627 | 3313 |

## Vzdělávání
V obci je mateřská a základní škola. V části Ahornberg je několik odborných středních škol.